# V League 1 2024-2025
La V League 1 2024-2025, anche nota come LPBank V.League 1 2024-2025 per motivi di sponsorizzazione, è stata la 69ª edizione della massima serie del campionato di calcio vietnamita, la 25ª con questa denominazione. La stagione è iniziata il 14 settembre 2024 ed è terminata il 22 giugno 2025. La stagione è inoltre la seconda dall'edizione 2001-02 a seguire un calendario dall'autunno alla primavera invece di un calendario solare, per seguire i cambi organizzativi delle competizioni AFC. È inoltre prevista una pausa dal 23 novembre al 21 dicembre 2024 a causa della presenza dell'ASEAN Cup 2024. 
Il Nam Định era la squadra campione in carica e si è riconfermato, vincendo il suo terzo titolo nazionale.

## Stagione

### Novità
Dalla stagione precedente è stato retrocesso il Sanna Khánh Hòa, dopo due anni in massima serie. Al suo posto, dalla V League 2, è stato promosso il Ðà Nẵng, dopo una sola stagione nel campionato cadetto.

#### Aggiornamenti
- L'8 luglio 2024 il MerryLand Quy Nhon Binh Dinh ha cambiato nome in Quy Nhon Binh Dinh[3].
- Il 31 luglio 2024 l'LP Bank Hoang Anh Gia Lai ha cambiato nome in Hoang Anh Gia Lai[4].

### Formula
Le 14 squadre partecipanti giocano un girone all'italiana con gare di andata e ritorno, per un totale di 26 giornate. Al termine di queste, la squadra prima in classifica è campione del Vietnam e si qualifica per la AFC Champions League Two 2025-2026, mentre l'ultima classificata retrocede in V League 2 e la penultima gioca uno spareggio promozione/retrocessione contro una squadra dalla V League 2.

## Squadre partecipanti
| Club              | Città       | Stagione precedente |
| ----------------- | ----------- | ------------------- |
| Bình Định         | Quy Nhơn    | 9° in V League 1    |
| Bình Dương        | Thủ Dầu Một | 2° in V League 1    |
| CAHN              | Hanoi       | 6° in V League 1    |
| Ðà Nẵng           | Đà Nẵng     | V League 2          |
| Hải Phòng         | Haiphong    | 7° in V League 1    |
| HAGL              | Pleiku      | 10° in V League 1   |
| Hà Nội            | Hanoi       | 3° in V League 1    |
| Hồ Chí Minh       | Ho Chi Minh | 4° in V League 1    |
| Hồng Lĩnh Hà Tĩnh | Hà Tĩnh     | 13° in V League 1   |
| Nam Định          | Nam Dinh    | Campione di Vietnam |
| Quảng Nam         | Tam Kỳ      | 11° in V League 1   |
| SLNA              | Vinh        | 12° in V League 1   |
| Thanh Hóa         | Thanh Hóa   | 8° in V League 1    |
| Viettel           | Hanoi       | 5° in V League 1    |

## Classifica
|                    | Pos. | Squadra           | Pt | G  | V  | N  | P  | GF | GS | DR  |
| ------------------ | ---- | ----------------- | -- | -- | -- | -- | -- | -- | -- | --- |
| Vietnam (bandiera) | 1.   | Nam Định          | 57 | 26 | 17 | 6  | 3  | 51 | 18 | +33 |
|                    | 2.   | Hà Nội            | 49 | 26 | 14 | 7  | 5  | 46 | 25 | +21 |
|                    | 3.   | CAHN              | 45 | 26 | 12 | 9  | 5  | 45 | 23 | +22 |
|                    | 4.   | Viettel           | 44 | 26 | 12 | 8  | 6  | 43 | 29 | +14 |
|                    | 5.   | Hồng Lĩnh Hà Tĩnh | 36 | 26 | 7  | 15 | 4  | 24 | 20 | +4  |
|                    | 6.   | Hải Phòng         | 35 | 26 | 9  | 8  | 9  | 29 | 27 | +2  |
|                    | 7.   | Bình Dương        | 32 | 26 | 9  | 5  | 12 | 31 | 40 | -9  |
|                    | 8.   | Thanh Hóa         | 31 | 26 | 7  | 10 | 9  | 32 | 33 | -1  |
|                    | 9.   | HAGL              | 29 | 26 | 7  | 8  | 11 | 34 | 41 | -7  |
|                    | 10.  | Hồ Chí Minh       | 28 | 26 | 6  | 10 | 10 | 19 | 36 | -17 |
|                    | 11.  | Quảng Nam         | 26 | 26 | 5  | 11 | 10 | 27 | 36 | -9  |
|                    | 12.  | SLNA              | 26 | 26 | 5  | 11 | 10 | 22 | 36 | -14 |
|                    | 13.  | Ðà Nẵng           | 25 | 26 | 5  | 10 | 11 | 24 | 42 | -18 |
|                    | 14.  | Bình Định         | 21 | 26 | 5  | 6  | 15 | 22 | 43 | -21 |

Legenda:
      Campione del Vietnam e qualificata per la AFC Champions League Two 2025-2026.
 Ammesso ai Play-off promozione/retrocessione
 Retrocessione diretta.